# Finlândia nos Jogos Olímpicos de Inverno de 2002
A Finlândia participaram dos Jogos Olímpicos de Inverno de 2002 em Salt Lake City, nos Estados Unidos. O país estreou nos Jogos em 1924 e em Salt Lake City fez sua 19ª apresentação.

## Medalhas
| Atleta                                                              | Esporte            | Evento                     | Medalha |
| ------------------------------------------------------------------- | ------------------ | -------------------------- | ------- |
| Janne Lahtela                                                       | Esqui estilo livre | Moguls masculino           | Ouro    |
| Samppa Lajunen                                                      | Combinado nórdico  | Individual masculino       | Ouro    |
| Samppa Lajunen                                                      | Combinado nórdico  | Sprint masculino           | Ouro    |
| Jari Mantila Hannu Manninen Jaakko Tallus Samppa Lajunen            | Combinado nórdico  | Equipes masculinas         | Ouro    |
| Jaakko Tallus                                                       | Combinado nórdico  | Individual masculino       | Prata   |
| Janne Ahonen Matti Hautamäki Risto Jussilainen Veli-Matti Lindström | Salto de esqui     | K120 por equipes masculino | Prata   |
| Matti Hautamäki                                                     | Salto de esqui     | K120 individual masculino  | Bronze  |